# La Habanera
La Habanera ist ein deutscher Spielfilm von Detlef Sierck (später Douglas Sirk) aus dem Jahr 1937. Erzählt wird die Geschichte einer jungen Schwedin, die sich in der Karibik in den falschen Mann verliebt und erst Jahre später ihren Fehler erkennt. Die Schauspielerin Zarah Leander konnte mit diesem Melodram an den Erfolg ihres ersten UFA-Films Zu neuen Ufern anknüpfen. Namensgebend für den Film war das Lied La Habanera (Der Wind hat mir ein Lied erzählt).

## Handlung
Die junge schwedische Bürgertochter Astrée Sternhjelm (Zarah Leander) reist mit ihrer Tante nach Puerto Rico. Sie ist fasziniert vom karibischen Klima und der Offenheit der Inselbewohner. Nachdem sie den vermögenden Großgrundbesitzer Don Pedro de Avila, einen ehemaligen Stierkämpfer, kennenlernt, beschließt sie, gegen den Rat ihrer Tante auf der Karibikinsel zu bleiben. Nach der erfolgten Liebesheirat kommt der gemeinsame Sohn Juan zur Welt.
Zehn Jahre später ist die Ehe zerrüttet und Astrée leidet unter Heimweh. Don Pedro zeigt sich als selbstherrlicher und herrschsüchtiger Gatte, der seine Frau eifersüchtig wie eine Gefangene hält.
Den Sohn versucht er ganz nach seinen Vorstellungen zu erziehen. In dieser Situation besucht Dr. Sven Nagel, ein Jugendfreund Astrées, die Insel, um das gefährliche Tropenfieber zu bekämpfen. Die örtlichen Behörden und vor allem Don Pedro bestreiten hingegen die Existenz der Krankheit, obwohl jährlich Hunderte Menschen auf Puerto Rico hieran sterben.
Bei einem Fest im Haus von Don Pedro trifft Astrée ihren Jugendfreund wieder, der erkennt, wie unglücklich sie ist. Für ihn singt sie das Lied La Habanera (Der Wind hat mir ein Lied erzählt). In diesem Moment bricht der anwesende Don Pedro zusammen, da ausgerechnet er sich mit dem Tropenfieber angesteckt hatte. Dr. Nagel versucht ihm das Leben zu retten, benötigt aber hierfür das von ihm entwickelte Serum. Dies hatte Don Pedro jedoch zuvor von seinen Helfern vernichten lassen. Nach Don Pedros Tod kehrt Astrée mit ihrem Sohn und Dr. Nagel nach Schweden zurück.

## Hintergrund
Die Dreharbeiten für La Habanera begannen inmitten des Spanischen Bürgerkrieges von August bis zum 15. September 1937 in Puerto de la Cruz auf Teneriffa. Es folgten vom 30. September bis 13. November 1937 die Studioaufnahmen im Filmstudio Babelsberg. Der Film hatte am 18. Dezember 1937 seine Uraufführung im Berliner Filmtheater Gloria-Palast.
Wie in Zu neuen Ufern führte auch in La Habanera Detlef Sierck Regie. Es war sein letzter Film in Deutschland, bevor er ins Exil ging und in Hollywood mit dem Namen Douglas Sirk seine Karriere erfolgreich fortsetzte. Zarah Leander, die bereits in Zu neuen Ufern die Hauptrolle gespielt hatte, gelang es, mit ihrer Rolle in La Habanera an den Erfolg ihres ersten deutschen Spielfilms anzuknüpfen. Hierzu trug auch das titelgebende Lied La Habanera (Der Wind hat mir ein Lied erzählt) bei, einer von Leanders erfolgreichsten Musiktiteln.
Beim Kinostart 1937 war der Film mit einem Jugendverbot eingestuft. 1949 erhielt er die FSK-Freigabe ab 16 Jahre. Später hob die FSK die Altersbegrenzung auf. Die Filmrechte liegen bei der Friedrich-Wilhelm-Murnau-Stiftung.

## Zitate in anderen Filmen
Ein Kinobesuch mit der Vorführung des Films dient als Anstoß für die Phantasie, die Enge der ländlichen Heimat zu verlassen, im „Teil 4: Reichshöhenstraße (1938)“ des Filmepos Heimat – Eine deutsche Chronik von Edgar Reitz.